# Цай Веньї
Цай Веньї (29 вересня 1956) — тайванський важкоатлет.
Бронзовий призер Олімпійських Ігор 1984 року в категорії 60 кг, учасник 1988 року.